# Christian Kellermann
Christian Laurentz Kellermann, född 27 januari 1815 i Randers, död 3 december 1866 i Köpenhamn, var en dansk violoncellist.

## Biografi
Christian Kellermann föddes 1815 i Randers. Han inledde 1828 ett femårigt studium för Josef Merk i Wien, och blev en betydande virtuos, som under fleråriga konsertresor i Europa väckte mycket uppseende. Han gjorde konserter i Sverige 1839, 1845 och 1859. Han blev 1847 solocellist i hovkapellet i Köpenhamn. Kellermann avled 1866 i Köpenhamn.
Kellermann gifte sig 1849 med den danska dansösen Caroline Fjeldsted.